# Nord Milano
Il territorio del Nord Milano (o Nordmilano) corrisponde alla zona dell'hinterland settentrionale di Milano, comprendente 6 comuni situati nel settore nord della città metropolitana di Milano e adagiati lungo il corso del Lambro e del Seveso.
I comuni di questo territorio fanno parte dell'omonima zona omogenea della città metropolitana. Quando fu deliberata la costituzione della zona comprendeva anche Cologno Monzese poi affluito nella zona Adda Martesana.

## Dettaglio dei comuni
Nella tabella di seguito riportata, vi è il dettaglio dei comuni della zona omogenea, con dati ISTAT aggiornati al 1º gennaio 2023:
| Stemma | Comune di          | Popolazione (ab) | Superficie (km²) | Densità (ab/km²) | Altitudine (m s.l.m.) |
| ------ | ------------------ | ---------------- | ---------------- | ---------------- | --------------------- |
|        | Sesto San Giovanni | 78 884           | 11,74            | 6 719,25         | 140                   |
|        | Cinisello Balsamo  | 74 528           | 12,7             | 5 868,35         | 154                   |
|        | Paderno Dugnano    | 47 118           | 14,1             | 3 341,70         | 163                   |
|        | Bresso             | 26 001           | 3,38             | 7 692,60         | 142                   |
|        | Cormano            | 20 356           | 4,47             | 4 553,91         | 149                   |
|        | Cusano Milanino    | 18 833           | 3,08             | 6 114,61         | 152                   |

## Geografia fisica

### Territorio

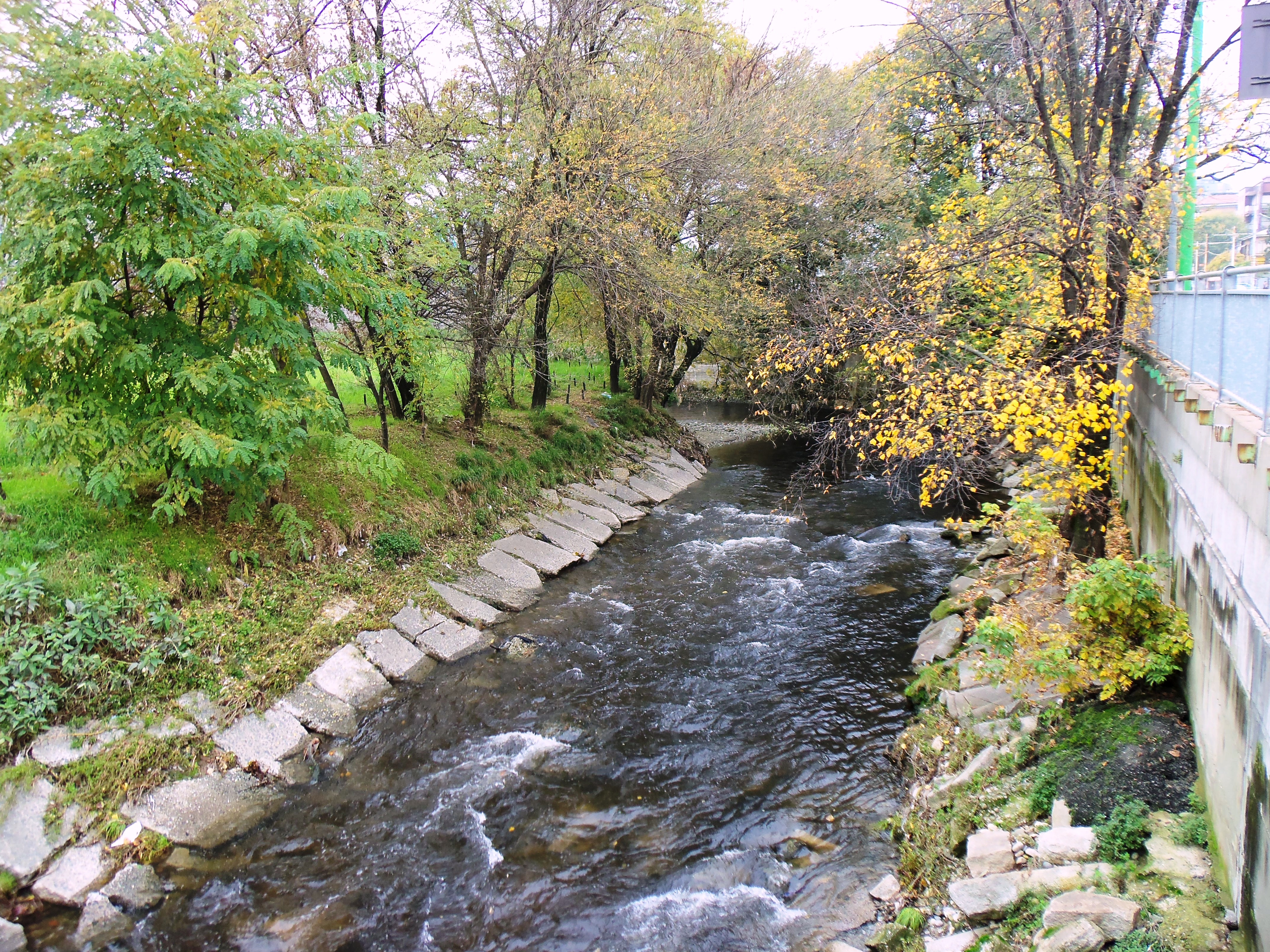
Il Seveso a Bresso, dal ponte di via Aldo Moro, appena prima di essere interrato

Il territorio del Nordmilano si sviluppa nell'alta Pianura Padana settentrionale su un territorio di oltre 57 km² a un'altitudine che va dai 177 metri s.l.m. a nord nel quartiere di Palazzolo Milanese, in località Saltagatt, ai 130 metri s.l.m. a sud-est tra Sesto San Giovanni e Cologno Monzese, nei pressi dell'area in cui il fiume Lambro interseca il Naviglio della Martesana.
Questo territorio è attraversato da alcuni tra i principali corsi d'acqua che compongono il complesso sistema dell'Idrografia di Milano.
Nato in Valassina, dopo avendo attraversato la Brianza, Monza e il comune di Brugherio, il fiume Lambro attraversa il Nordmilano, segnando il confine tra Sesto San Giovanni e Cologno Monzese.
Il Seveso, che proviene dalla Comasca, è un altro corso d'acqua che attraversa il Nordmilano; con il suo breve percorso (55 km) e la modesta portata ordinaria (1,8 m³/s.), è capace di piene e alluvioni furibonde e distruttive: esistono tracce archeologiche di una, catastrofica, avvenuta nel I secolo d.C., cui si attribuisce la distruzione del primo "porto di Milano". È a causa di queste sue piene che dal 1954 è stato costruito il canale Scolmatore di Nord Ovest per raccogliere le acque in eccesso del Seveso. Sempre a Paderno Dugnano, a nord del quartiere di Palazzolo Milanese, il fiume Seveso è scavalcato dal Villoresi, canale artificiale lungo 86 chilometri, derivato dal Ticino e sfociante nell'Adda, che attraversa il Nord Milano solo nel comune di Paderno Dugnano.
Il Nordmilano è inserito nell'area metropolitana di Milano e, in alcune zone, non presenta soluzione di continuità con il capoluogo della città metropolitana.

## Monumenti e luoghi d'interesse

### Aree naturali
Nel territorio del Nordmilano sorgono tre parchi di importanza regionale:
- Parco Nord Milano (5 comuni)
- Parco del Grugnotorto (3 comuni)
- Parco Media Valle del Lambro (2 comuni)

## Società

### Evoluzione demografica
Abitanti censiti (somma della popolazione residente nei comuni metropolitani del Nord Milano)

### Etnie e minoranze straniere
Secondo le statistiche ISTAT al 1 gennaio 2019 la popolazione straniera residente nella zona omogenea era di 39 433 persone, pari al 14,7% della popolazione. Le nazionalità maggiormente rappresentate in base alla loro percentuale sul totale della popolazione residente erano al 2019:
- Egitto 7 627
- Romania 6 969
- Perù 2 864
- Ecuador 2 814
- Cina 2 046
- Albania 2 034
- Ucraina 2 008
- Filippine 1 963
- Marocco 1 410
- Sri Lanka 1 063

## Trasporti

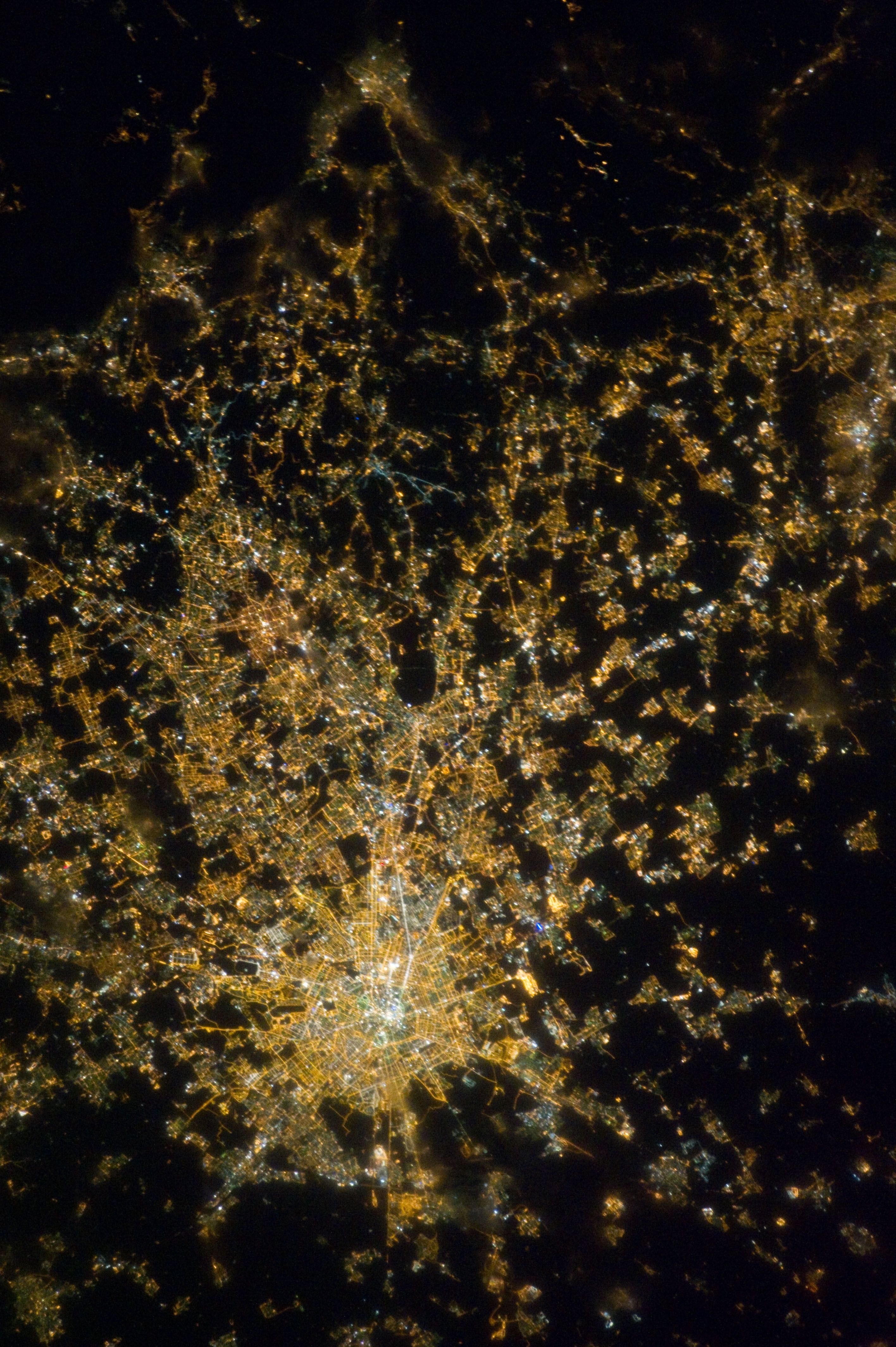
Milano di notte, fotografia dallo spazio

### Strade
Il Nordmilano è servito da alcune delle principali arterie che compongono il sistema viario di Milano. È servito dall'autostrada A4 (Milano-Venezia) con tre svincoli, dall'autostrada A52 (tangenziale nord di Milano) e da un breve tratto dell'autostrada A51 (tangenziale est di Milano), al confine tra Sesto San Giovanni e Cologno Monzese.
Inoltre diverse strade statali e provinciali attraversano il territorio; tra queste la SS36 (Milano-Lecco), la SP44 (Milano-Meda), la SP9 (vecchia Valassina), la SS35 (Comasina) e la SP199 (Baranzate-Sesto).
Le arterie stradali e autostradali sono spesso congestionate, a causa degli alti tassi di pendolarismo e di motorizzazione privata dell'area milanese, nonostante Cinisello Balsamo, Bresso e Sesto San Giovanni abbiano, nel 2014, registrato alcuni tra i più bassi tassi di motorizzazione (rispettivamente 534, 524 e 513 auto ogni mille abitanti). La media di tali tassi nel sette comuni del Nord Milano è 546 auto ogni mille abitanti.

### Ferrovie

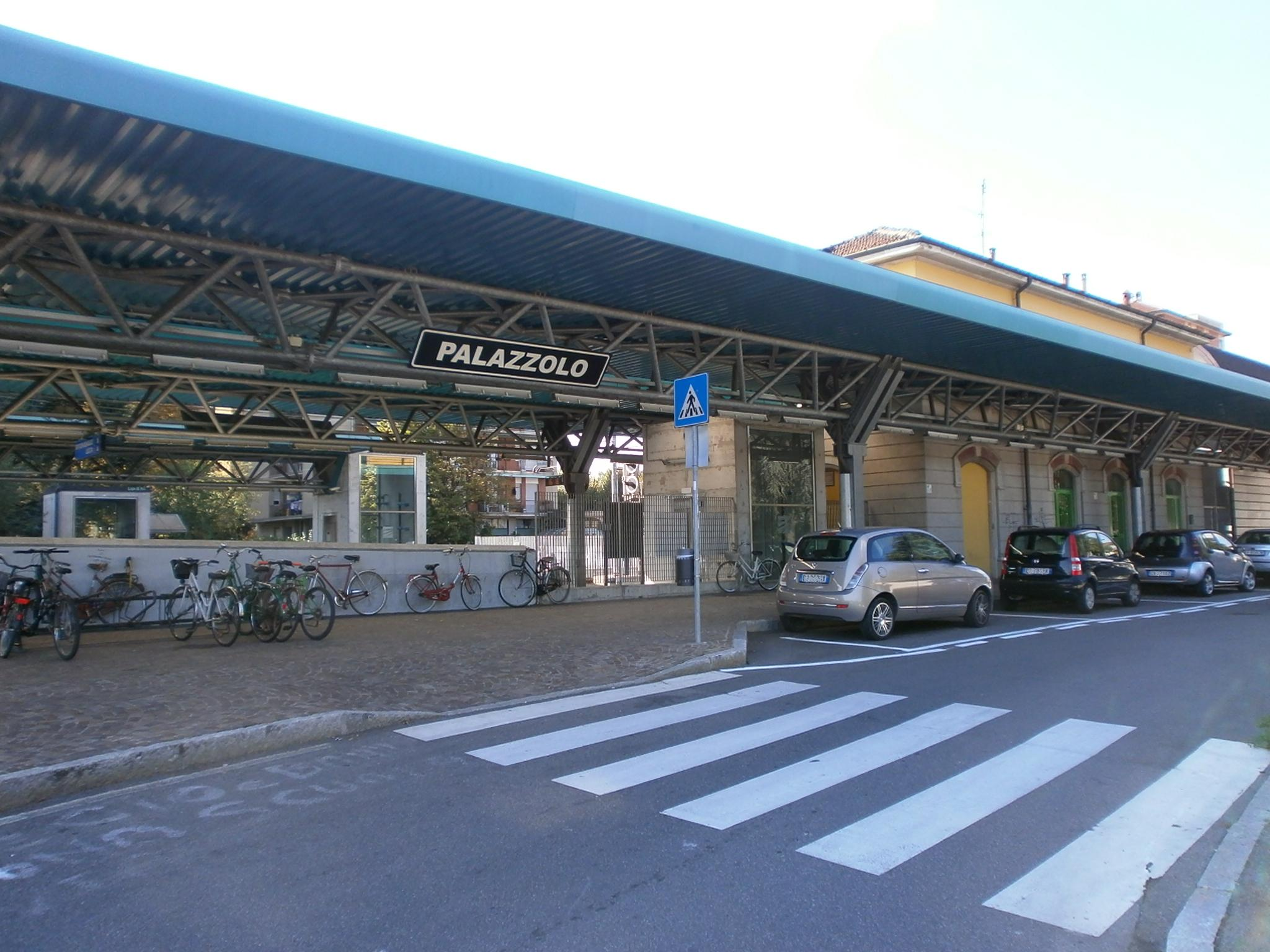
Stazione di Palazzolo Milanese.

Il territorio del Nord Milano è attraversato da due linee ferroviarie radiali che partono da Milano e si sviluppano verso la Brianza. Queste sono la ferrovia Milano-Lecco/Chiasso, gestita da Rete Ferroviaria Italiana che serve il comune di Sesto San Giovanni, e la ferrovia Milano-Asso, gestita da Ferrovie Nord Milano, che serve i comuni di Paderno Dugnano, Cusano Milanino e Cormano.
La città è servita da un servizio ferroviario suburbano ("linee S"), in particolare lungo la ferrovia Milano-Asso da S2 e S4 e lungo la ferrovia Milano-Lecco/Chiasso da S7, S8, S9 e S11. La stazione di Sesto San Giovanni, oltre a essere punto di interscambio con la linea M1 della metropolitana di Milano (stazione Sesto 1º Maggio FS), è una delle "stazioni porta" che permettono l'interscambio tra linee S e linee regionali (in particolare del regionale Milano-Carnate-Bergamo).

### Aeroporti

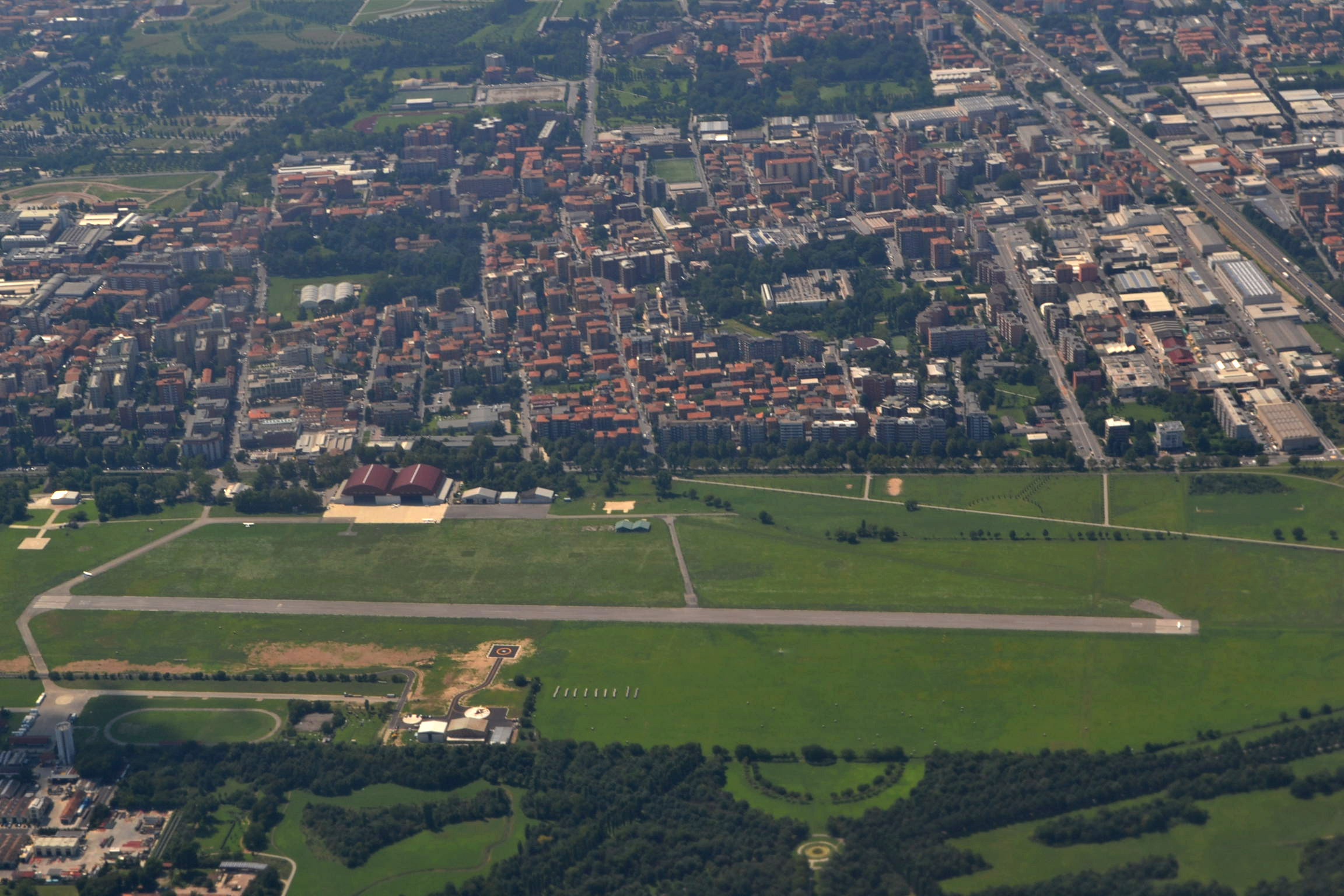
Vista aerea dell'aeroporto di Bresso.

Il Nordmilano è servito dai vari aeroporti dedicati al normale traffico civile (Malpensa e Linate, gestiti dalla SEA, Orio al Serio dalla SACBO).
A Bresso, inoltre, è situato, tra il Parco Nord e l'abitato, l'aeroporto turistico di Bresso, ufficialmente Aeroporto Giancarlo Clerici: vi operano tra i molti privati l'Aero Club Milano con la sua scuola di volo e un centro privato per la formazione di elicotteristi. Fino al termine della seconda guerra mondiale era il campo collaudi della Breda aeronautica di cui, per il decentramento bellico, ospitò alcuni reparti; poi, fino all'inizio degli anni sessanta, fu sede del III R.A.L (Raggruppamento Aviazione Leggera dell'Esercito).

### Mobilità urbana

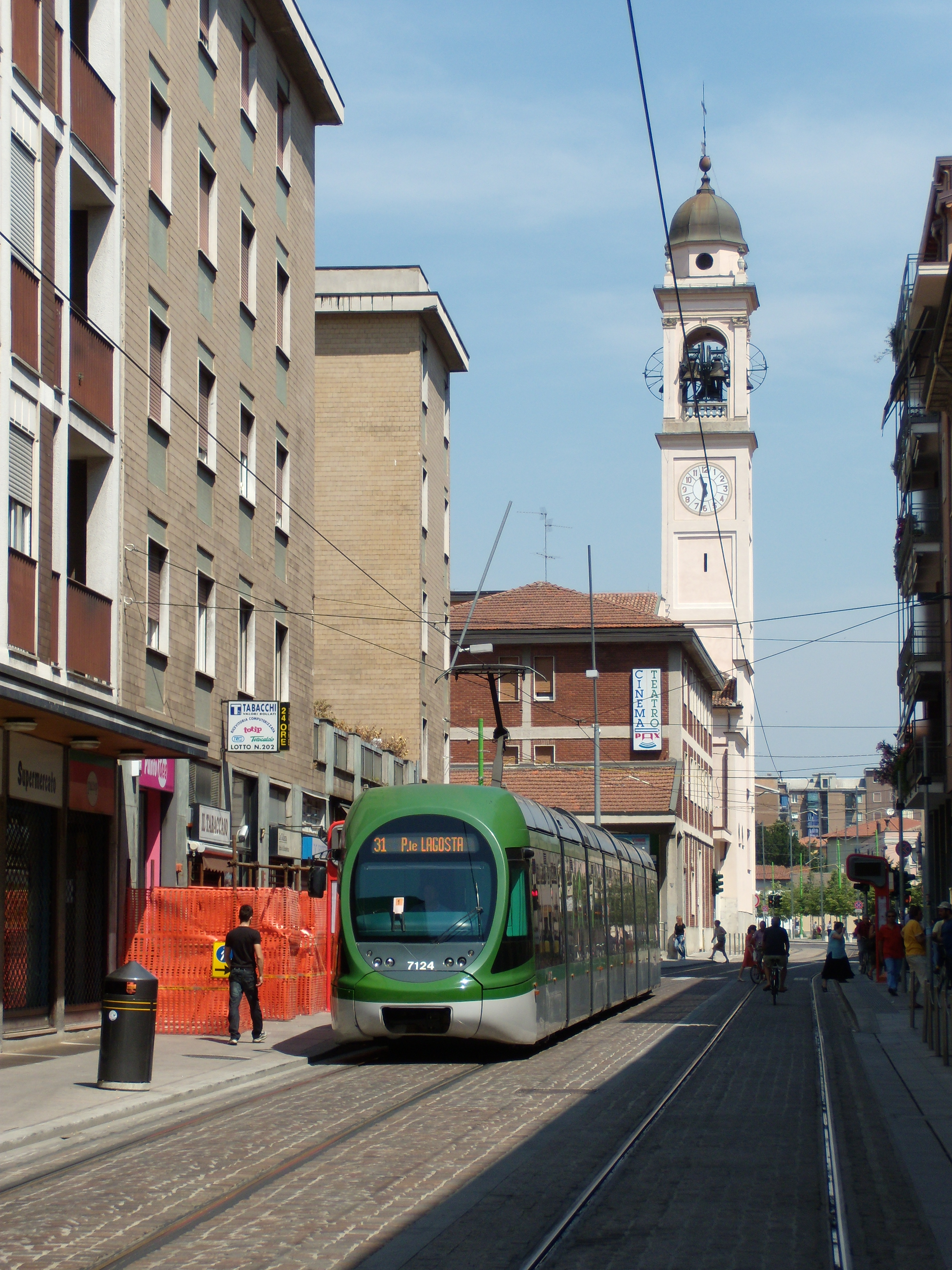
Tram ATM in via Libertà a Cinisello Balsamo.

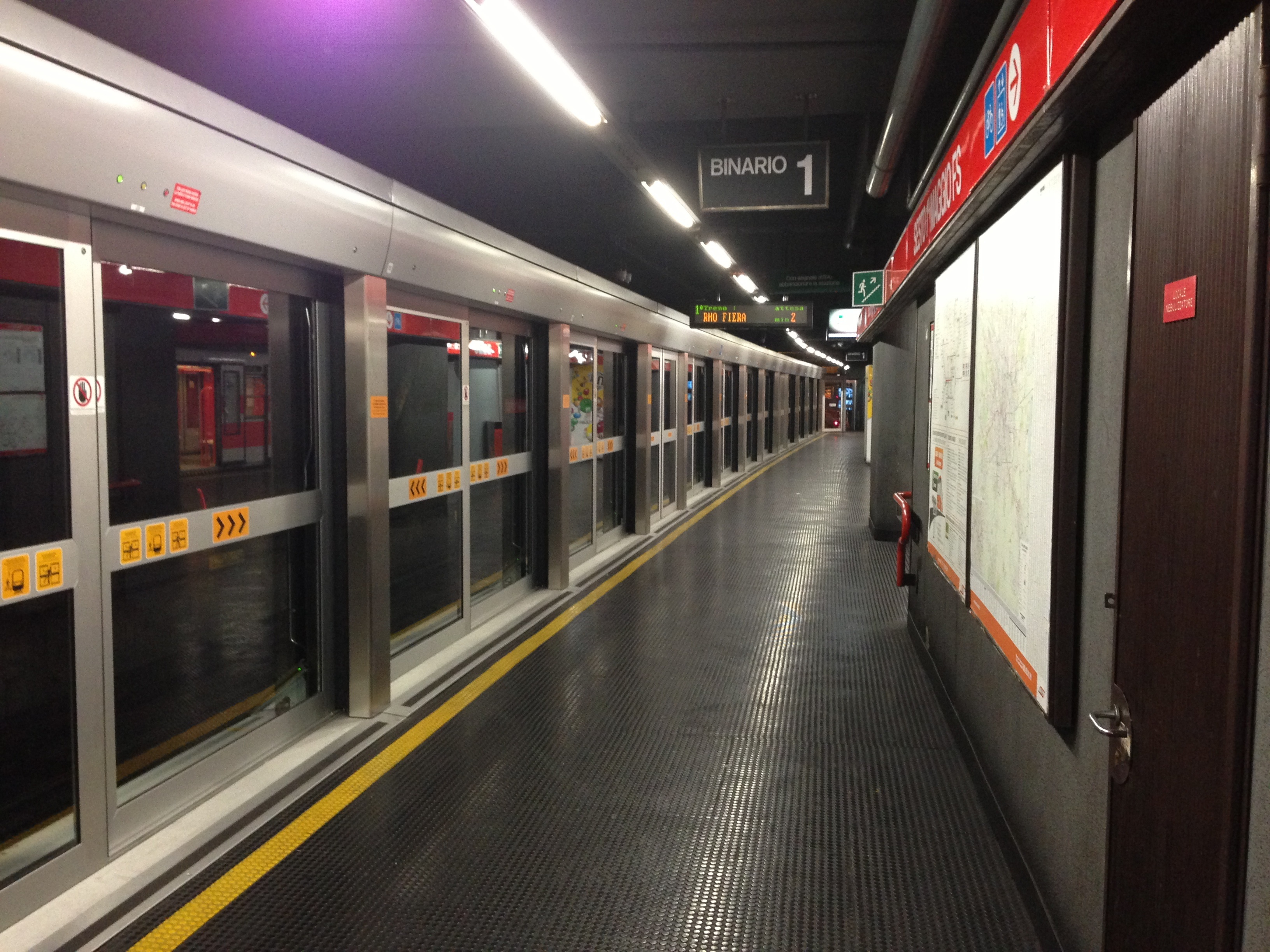
La banchina del binario 1 della stazione di Sesto 1º Maggio FS.

Il territorio è dotato di una rete di trasporti pubblici automobilistici gestito da ATM, Autoguidovie e AirPullman, che servono i comuni del Nord Milano e li uniscono coi comuni contigui della Brianza e Milano.
La rete metropolitana di Milano, che è la prima in Italia per estensione e la somma delle altre sei reti oggi in esercizio (Roma, Napoli, Brescia, Torino, Genova e Catania), serve anche uno dei comuni del Nord Milano: Sesto San Giovanni, servita dalla linea M1 con due stazioni (Sesto 1º Maggio FS e Sesto Rondò); è inoltre in costruzione un'ulteriore fermata della M1, sita in viale Gramsci a Sesto San Giovanni, che si chiamarà Sesto Restellone, costruita come parte del progetto del prolungamento da Sesto 1º Maggio FS a Bettola.
Invece, Cinisello Balsamo è attraversata da nord a sud da una linea della rete tranviaria di Milano, che la collega con il centro di Milano. La linea costeggia per un lungo tratto il Parco Nord e corre lungo l'asse viale Fulvio Testi/Zara. La linea fu inaugurata il 7 dicembre 2008 entrando pienamente a regime il 17 gennaio 2009. A Cormano e Paderno Dugnano, invece, lungo la strada Comasina corre la tranvia Milano-Limbiate è l'ultima linea tranviaria interurbana di Milano (parte dell'antico progetto delle linee celeri della Brianza) che collega il centro ambrosiano, quartiere della Comasina, a Limbiate. Oggi questa linea è identificata con il numero 179.
In passato, il territorio era altresì interessato dal passaggio di varie linee tranviarie interurbane di cui, dopo una serie di dismissioni avvenute fra gli anni sessanta ed il principio degli anni ottanta, è rimasto ben poco. Tra queste linee vi erano la tranvia Milano-Monza, che attraversava Sesto San Giovanni e la diramazione Cusano-Milanino della tranvia Milano-Desio. L'ultima linea interurbana a essere soppressa, il 30 settembre 2011, è stata proprio la Milano-Desio ed è stata sostituita da corse automobilistiche sostitutive. Per quest'ultima linea, tuttavia, nel corso del primo decennio del XXI secolo, è stato predisposto un progetto che intende trasformare la linea secondo i parametri di quella che allora veniva definita metrotranvia. In particolare, il progetto prevede il raddoppio dei binari fino alla Calderara, che verrà raggiunta da una linea urbana che, a oggi, limita a Niguarda Parco Nord.